# José de Santiago Sánchez
José de Santiago Sánchez (Águilas, Murcia, 8 de enero de 1876-Cartagena, Murcia, 23 de agosto de 1950) es considerado el militar español más valeroso de la historia naval española.
En mayo de 1912, el oficial De Santiago ganó la Cruz del mérito naval con distintivo rojo por la defensa de los 14000 soldados españoles que luchaban en la campaña del Kert (Marruecos), haciendo posible su protección y la posterior victoria frente a las guerrillas rifeñas y diese muerte a su caudillo, El Mizzian, en la Batalla de los llanos de Garet. La victoria en este enfrentamiento. En esta ofensiva también participó Francisco Franco, el cual mostró públicamente su admiración al valor en combate de José De Santiago Sánchez, sin la cual habría sido imposible la final victoria española en la llamada Campaña del Kert. José De Santiago participó en 88 campañas militares, tanto navales como terrestres, prodigando actos heroicos y reconocidos en cada uno de ellos, con reconocimiento de medio centenar de medallas.
José de Santiago Sánchez se casó con Isabel Ros Alcázar y tuvo tres hijos. Entre los años 1935 y 1946, presidió la Hospitalidad de Santa Teresa, institución caritativa que aloja y da de comer a los necesitados. 
La calle José de Santiago está ubicada en el barrio de San Antonio Abad de Cartagena (Murcia)

## Condecoraciones
- En 1902 (19 de julio) Medalla de Cobre de la Jura de S.M. el Rey.
- En 1912 (6 de abril) Cruz del mérito naval con distintivo rojo.
- En 1912 (20 de diciembre) Cruz de plata del mérito naval con distintivo blanco.
- En 1913 (26 de marzo) Cruz del mérito naval con distintivo blanco.
- En 1913 (7 de abril) Cruz de plata del mérito naval con distintivo blanco.
- En 1914 (12 de enero) Medalla del Rif con pasador de Beni-Sidel.
- En 1922 (13 de noviembre) Medalla de África con pasadores de Melilla y Tetuán.
- En 1923 (28 de marzo) Cruz de plata del mérito naval con distintivo rojo.
- En 1924 (7 de enero) Cruz de plata del mérito naval con distintivo rojo.
- En 1925 (10 de agosto) Medalla de Homenaje.
- En 1926 (5 de junio) Cruz de plata del mérito naval con distintivo rojo.
- En 1927 (30 de julio) Cruz de plata del mérito naval con distintivo rojo.
- En 1928 (12 de septiembre) Medalla de la paz de Marruecos.
- En 1934 (31 de agosto) Cruz pensionada de la Orden de San Hermenegildo (D.O. 197 de 31–08-1934).

- Datos: Q5946341